# Trey Lewis (tennista)
Trey Lewis (27 novembre 1959) è un'ex tennista statunitense.

## Carriera
Ha raggiunto due finali consecutive al Pittsburgh Open nel biennio 1983-84 con due partner diverse venendo sconfitta in entrambe le occasioni.
Durante i giochi panamericani di Porto Rico 1979 ha raggiunto la finale del singolare venendo sconfitta dalla connazionale Susan Hagey conquistando la medaglia d'argento per gli Stati Uniti.

## Statistiche

### Doppio

#### Finali perse (2)
| Numero | Anno            | Torneo                      | Superficie | Compagna             | Avversarie in finale                  | Punteggio |
| 1.     | 14 marzo 1983   | Pittsburgh Open, Pittsburgh | Sintetico  | Iwona Kuczyńska      | Candy Reynolds Paula Smith            | 2–6, 2–6  |
| 2.     | 30 gennaio 1984 | Pittsburgh Open, Pittsburgh | Sintetico  | Anna-Maria Fernandez | Marcella Mesker Christiane Jolissaint | 6–7, 4–6  |